# Айдини, Зейнел
Зейнел Мемет Айдини (алб. Zenel Memet Hajdini, серб. Зејнел Мемета Ајдини; 1910, Тупале — 7 марта 1942, Газдаре) — югославский студент, партизан времён Народно-освободительной войны Югославии. Народный герой Югославии.

## Биография
Родился в 1910 году в селе Тупале около города Медведжа (ныне Сербия). Албанец по национальности, мусульманин по вероисповеданию. Окончил первые два класса школы в Сияринской-Бане, ещё два в Медведже. Несмотря на своё дальнейшее желание учиться, не смог продолжить обучение из-за недостатка средств в семье. Работал в общине писарем в течение двух лет, после чего уехал в Скопье учиться в медресе. Окончил восемь классов гимназии и поступил в Университет Скопье на факультет философии, где оставался до конца Апрельской войны.
Ещё будучи студентом, Зейнел вступил в ряды революционного студенческого движения и в 1941 году стал членом Коммунистической партии Югославии. После окончания войны он ушёл из вуза и вернулся в родное село, занявшись помощью антинемецкому движению в стране. Его деятельность не разглашалась, однако жандармы оккупационных властей постоянно следили за албанцем. В августе 1941 года он вступил в партизанское движение и стал членом Кукавицкого партизанского отряда. Осенью одна группа отряда отправилась на Ябланицу, где сформировался новый Ябланицкий партизанский отряд, где и продолжил службу Айдини.
С самого начала войны Айдини проявлял мужество в боях и был показательным примером солдата, следящего за своим оружием. Его личным оружием был чехословацкий пулемёт ZB-26, за которым албанец тщательно ухаживал и всегда чистил: по словам ветеранов отряда, оружие у Айдини всегда блестело как на параде. Вскоре албанец получил свой позывной в партизанском движении — «Тоша».
Ябланицкий отряд участвовал в боях на Кукавице, в Горне-Ябланице, в боях на Кремене, участвовал в освобождении Лесковаца, Вучья, Лебана и других местечках Южной Сербии. Зейнел входил в штаб отряда и, по словам командования, отличался также скромностью среди бойцов и с большим уважением относился к мирному населению Косова и Метохии.
7 марта 1942 на Гадзинском-Риду в бою против объединённых сил четников, вермахта и болгарских военизированных формирований Зейнел Айдини был убит.
После его смерти в Косово был образован 1-й Албанский партизанский отряд, получивший имя Зейнела. Уже затем, 9 октября 1953 Зейнелу Айдини было посмертно присвоено звание Народного героя Югославии личным указом Иосипа Броза Тито.